# Empis miripes
Empis miripes är en tvåvingeart som beskrevs av Collin 1933. Empis miripes ingår i släktet Empis och familjen dansflugor. Inga underarter finns listade i Catalogue of Life.